# سیارک ۱۶۹۶۲
سیارک ۱۶۹۶۲ (به انگلیسی: 16962 Elizawoolard، نامگذاری:1998QP93) شانزده هزار و نهصد و شصت و دومین سیارک کشف شده‌است که در ۲۸ اوت ۱۹۹۸ کشف شد.
قدر مطلق سیارک برابر ۱۸.۶ است.